# Grand Prix de Wallonie 1989
Il Grand Prix de Wallonie 1989, trentesima edizione della corsa, si svolse il 4 maggio 1989 su un percorso con partenza da Sombreffe e arrivo a Namur. Fu vinto dallo svizzero Thomas Wegmüller della Domex-Weinmann davanti al britannico Robert Millar e all'olandese Jos van Aert. Fu la prima vittoria di un ciclista elvetico nella storia di questa competizione. 

## Ordine d'arrivo (Top 10)
| Pos. | Corridore          | Squadra              | Tempo |
| ---- | ------------------ | -------------------- | ----- |
| 1    | Thomas Wegmüller   | Domex-Weinmann       |       |
| 2    | Robert Millar      | Z-Peugeot            |       |
| 3    | Jos van Aert       | Hitachi              |       |
| 4    | Claude Criquielion | Hitachi              |       |
| 5    | Laurent Fignon     | Super U-Raleigh-Fiat |       |
| 6    | Fabian Fuchs       | Superconfex-Yoko     |       |
| 7    | Johan Bruyneel     | SEFB-Galli-Bulo-Vlan |       |
| 8    | Denis Roux         | Toshiba              |       |
| 9    | Bruno Cornillet    | Z-Peugeot            |       |
| 10   | Laurent Jalabert   | Toshiba              |       |